# لودفيغ فيشر (أستاذ جامعي)
لودفيغ فيشر (بالألمانية: Emanuel Friedrich Ludwig Fischer)‏ هو عالم نبات سويسري، ولد في 31 يناير 1828 في برن في سويسرا، وتوفي بنفس المكان في 21 مايو 1907.